# أندرو فالك
أندرو فالك (بالإنجليزية: Andrew Falk)‏ هو سياسي أمريكي، ولد في 1983 في موردوك في الولايات المتحدة. حزبياً، نشط في حزب العمال المزارعين الديمقراطيين في مينيسوتا والحزب الديمقراطي. وقد انتخب عضو مجلس نواب مينيسوتا.